# Moaörn
Moaörn (Hieraaetus moorei), också kallad Haasts örn, är en numera utdöd örn endemisk för Nya Zeeland. Fågeln var en av de största och framför allt tyngsta rovfåglar som funnits.

## Utseende
Moaörnen hade ett vingspann på minst tre meter och en vikt över tio kilo, kanske upp emot 18 (att jämföra med harpyjan, en av de största nu levande arter av samma ordning, hökfåglar, där honor väger omkring åtta kilo). Moaörn jagade framförallt de nu likaledes utdöda moafåglarna och man tror att de dog ut ungefär samtidigt med dessa.

## Utdöende
Redan vid mitten av 1300-talet var merparten av örnens låglandsbiotoper förstörda, men man tror att den fanns kvar fram till 1500- och 1600-talet. En av huvudorsakerna till att den försvann tror man var en följd av maoriernas andra stora inflyttningsvåg till Nya Zeeland från Sällskapsöarna och man räknar med att örnen var utrotad ungefär 200 år efter det att maorierna kommit till Nya Zeeland. Det har spekulerats i att örnen möjligen avsiktligt jagades till utrotning. En stor kraftfull jägare vars huvudsakliga byte var tvåbenta bör ha setts som ett reellt hot av invandrande människor. Utöver jakt anses det att moafågelns utdöende låg bakom örnens försvinnande.

## Systematik
Tidigare placerades fågeln i det egna släktet Harpagornis, men DNA-studier visar förvånande nog att moaörn var nära släkt med en av världens idag minsta örnar, nämligen småörnen (Hieraaetus morphnoides). Den lever i Australien och på Nya Guinea och väger i genomsnitt mindre än ett kilo. Följaktligen förs moaörnen därför numera till släktet Hieraaetus. Det har tidigare spekulerats i om den kan vara besläktad med kilstjärtsörn (Aquila audax), för övrigt en av världens största nu levande örnarter. Forskare har på senare tid, med hjälp av bland annat tomografiteknik, återskapat örnens hjärna, ögon, öron och ryggmärg, och resultatet har jämförts med den hos dagens örnar och gamar. 

## Namn
Fågelns vetenskapliga artnamn hedrar George Henry Moore (1812-1905), en fårfarmare på Tasmanien 1830-1853 och i Nya Zeeland 1853-1905.